# Palicourea lugoana
Palicourea lugoana är en måreväxtart som beskrevs av Charlotte M. Taylor. Palicourea lugoana ingår i släktet Palicourea och familjen måreväxter. Inga underarter finns listade i Catalogue of Life.